# Parinya Chuaimaroeng
Parinya Chuaimaroeng (in thai: ปริญญา เฉื่อยมะเริง; Udon Thani, 16 dicembre 1997) è una triplista e lunghista thailandese.

## Biografia
Chuaimaroeng debutta sulla scena internazionale nel 2013, partecipando ai Giochi asiatici giovanili di Nanchino. Oltre alle medaglie inanellate edizione dopo edizione ai Giochi del Sud-est asiatico, come quella d'oro vinta a Manila nel 2019, Chuaimaroeng ha gareggiato in molte competizioni del continente asiatico.

In Indonesia nel corso dei Giochi asiatici, ha conquistato la medaglia d'argento, mentre l'anno seguente ha vinto la medaglia d'oro nel salto triplo sia Campionati asiatici di Doha.

## Record nazionali
- Salto in lungo: 6,41 m ( Bangkok, 4 maggio 2018)
- Salto triplo: 14,17 m ( Taipei, 25 maggio 2018)

## Palmarès
| Anno | Manifestazione                        | Sede         | Evento         | Risultato | Prestazione | Note                                     |
| ---- | ------------------------------------- | ------------ | -------------- | --------- | ----------- | ---------------------------------------- |
| 2013 | Giochi asiatici giovanili             | Nanchino     | Salto in lungo | Bronzo    | 5,61 m      |                                          |
| 2014 | Giochi del Sud-est asiatico giovanili | Naypyidaw    | Salto in lungo | Argento   | 5,55 m      |                                          |
| 2014 | Giochi del Sud-est asiatico giovanili | Naypyidaw    | Salto triplo   | Argento   | 12,17 m     |                                          |
| 2016 | Campionati asiatici U20               | Ho Chi Minh  | Salto in lungo | Argento   | 6,28 m      |                                          |
| 2016 | Mondiali U20                          | Bydgoszcz    | Salto in lungo | 9ª        | 6,07 m      |                                          |
| 2017 | Giochi del Sud-est asiatico           | Kuala Lumpur | Salto in lungo | 6ª        | 6,04 m      |                                          |
| 2017 | Giochi del Sud-est asiatico           | Kuala Lumpur | Salto triplo   | Bronzo    | 13,32 m     |                                          |
| 2017 | Giochi asiatici indoor                | Aşgabat      | Salto triplo   | 6ª        | 12,87 m     |                                          |
| 2018 | Giochi asiatici                       | Giacarta     | Salto in lungo | 7ª        | 6,26 m      |                                          |
| 2018 | Giochi asiatici                       | Giacarta     | Salto triplo   | Argento   | 13,93 m     |                                          |
| 2019 | Campionati asiatici                   | Doha         | Salto triplo   | Oro       | 13,72 m     | Miglior prestazione personale stagionale |
| 2019 | Universiadi                           | Napoli       | Salto triplo   | 11ª       | 13,18 m     |                                          |
| 2019 | Giochi del Sud-est asiatico           | Manila       | Salto in lungo | Argento   | 6,23 m      |                                          |
| 2019 | Giochi del Sud-est asiatico           | Manila       | Salto triplo   | Oro       | 13,75 m     |                                          |
| 2023 | Campionati asiatici                   | Bangkok      | Salto triplo   | 5ª        | 13,58 m     |                                          |
| 2023 | Giochi mondiali universitari          | Chengdu      | Salto triplo   | 11ª       | 12,85 m     |                                          |
| 2023 | Giochi asiatici                       | Hangzhou     | Salto triplo   | 7ª        | 13,22 m     |                                          |

## Altre competizioni internazionali
2018
- 7ª in Coppa continentale ( Ostrava), salto triplo - 13,53 m